# Le Vase de sable
Pour plus de détails, voir Fiche technique et Distribution.
 Le Vase de sable (砂の器, Suna no utsuwa), est un film japonais réalisé par Yoshitarō Nomura et sorti en 1974. C'est l'adaptation du roman homonyme de Seichō Matsumoto.

## Synopsis
Imanishi et Yoshimura sont chargés de retrouver le meurtrier d'un vieil homme retrouvé matraqué à mort dans une gare de triage. Ils visitent plusieurs zones avec quelques indices. Un jour, ils rencontrent un jeune musicien, Waga Eiryō, dans le train de retour de l'enquête,.

## Fiche technique
- Titre français : Le Vase de sable
- Titre original : 砂の器 (Suna no utsuwa?)
- Réalisation : Yoshitarō Nomura
- Scénario : Shinobu Hashimoto et Yōji Yamada, d'après le roman  Le Vase de sable (砂の器, Suna no utsuwa?) de Seichō Matsumoto
- Photographie : Takashi Kawamata (ja)
- Montage : Kazuo Ōta (ja)
- Musique : Yasushi Akutagawa et Mitsuaki Kanno (ja)
- Direction artistique : Kyōhei Morita
- Décors : Noboru Isozaki
- Producteurs : Shinobu Hashimoto et Masayuki Satō
- Société de production : Shōchiku
- Pays d'origine :  Japon
- Langue originale : japonais
- Format : couleur — 2,35:1 — 35 mm — son mono
- Genre : drame
- Durée : 143 minutes[3]
- Date de sortie :
  - Japon : 19 octobre 1974[3]

## Distribution
- Tetsurō Tanba : Eitarō Imanishi
- Gō Katō : Eiryō Waga / Hideo Motoura
- Kensaku Morita : Hiroshi Yoshimura
- Yōko Shimada : Rieko Takagi
- Karin Yamaguchi : Sachiko Tadokoro
- Ken Ogata : Kenichi Miki
- Seiji Matsuyama : Shokichi Miki
- Yoshi Katō : Chiyokichi Motoura
- Chishū Ryū : Kojuro Kirihara
- Taketoshi Naitō
- Yoshio Inaba : Kurosaki
- Shin Saburi : Tadokoro Shigeyoshi
- Kiyoshi Atsumi
- Taiji Tonoyama
- Hatsuo Yamane
- Junko Natsu : Akiko
- Akiko Nomura
- Tokuei Hanawaza
- Masumi Harukawa
- Kin Sugai

## Distinctions

### Récompenses
- 1975 : prix Kinema Junpō du meilleur scénario pour Shinobu Hashimoto et Yōji Yamada et prix du meilleur film (sélection des lecteurs)[4]
- 1975 : prix Mainichi du meilleur film, du meilleur réalisateur pour Yoshitarō Nomura, du meilleur scénario pour Shinobu Hashimoto et Yōji Yamada et de la meilleure musique de film pour Yasushi Akutagawa et Mitsuaki Kanno (ja)[5]
- 1975 : diplôme au festival international du film de Moscou[6]

### Sélections
- 1975 : la revue Kinema Junpō place Le Vase de sable à la deuxième place de son classement des dix meilleurs films japonais de l'année 1974[4]
- 1975 : Le Vase de sable est sélectionné en compétition pour le Prix d'or au festival international du film de Moscou[6]